# Eerste divisie 1968/69
Het seizoen 1968/69 van de Nederlandse Eerste divisie had SVV als kampioen. De club uit Schiedam promoveerde daarmee samen met Haarlem naar de Eredivisie.

## Eerste divisie

### Deelnemende teams
| Club             | Plaats           | Accommodatie                | Capaciteit | Trainer               |
| ---------------- | ---------------- | --------------------------- | ---------- | --------------------- |
| Blauw-Wit        | Amsterdam        | Olympisch Stadion (bijveld) | 6.000      | Henk Wullems          |
| D.F.C.           | Dordrecht        | Krommedijk                  | 12.000     | Hans Kraay sr.        |
| De Volewijckers  | Amsterdam        | Buiksloterbanne             | 12.500     | Bert Jacobs           |
| Eindhoven        | Eindhoven        | Aalsterweg                  | 27.000     | Hennie Hollink        |
| Elinkwijk        | Utrecht          | Amsterdamsestraatweg        | 13.000     | Evert Mur             |
| FC Den Bosch '67 | 's-Hertogenbosch | De Vliert                   | 25.000     | Ron Dellow Hans Croon |
| Haarlem          | Haarlem          | Jan Gijzenkade              | 14.500     | Barry Hughes          |
| Helmond Sport    | Helmond          | De Braak                    | 12.000     | Jacques de Wit        |
| Heracles         | Almelo           | Bornsestraat                | 20.000     | Toon Valks            |
| HVC              | Amersfoort       | Birkhoven                   | 10.000     | Hans Croon            |
| RBC              | Roosendaal       | De Luiten                   | 5.900      | Tinus van der Pijl    |
| RCH              | Heemstede        | Sportparklaan               | 18.000     | Piet Peeman           |
| SC Cambuur       | Leeuwarden       | Cambuurstadion              | 16.000     | Jan Bens              |
| SVV              | Schiedam         | Harga                       | 14.000     | Rinus Gosens          |
| Veendam          | Veendam          | De Langeleegte              | 13.000     | Leo Beenhakker        |
| Vitesse          | Arnhem           | Nieuw-Monnikenhuize         | 18.000     | Frans de Munck        |
| Wageningen       | Wageningen       | De Wageningse Berg          | 16.000     | Maarten Vink          |
| Willem II        | Tilburg          | Gemeentelijk Sportpark      | 20.000     | Jaap van der Leck     |

### Eindstand
| pos | club             | gs | w  | g  | v  | pnt | dv | dt | ds  |
| --- | ---------------- | -- | -- | -- | -- | --- | -- | -- | --- |
| 1.  | SVV              | 34 | 21 | 5  | 8  | 47  | 71 | 44 | 27  |
| 2.  | Haarlem          | 34 | 19 | 8  | 7  | 46  | 51 | 30 | 21  |
| 3.  | Vitesse          | 34 | 16 | 10 | 8  | 42  | 57 | 43 | 14  |
| 4.  | SC Cambuur       | 34 | 17 | 7  | 10 | 41  | 50 | 40 | 10  |
| 5.  | Blauw-Wit        | 34 | 15 | 7  | 12 | 37  | 51 | 39 | 12  |
| 6.  | Helmond Sport    | 34 | 12 | 13 | 9  | 37  | 42 | 34 | 8   |
| 7.  | Veendam          | 34 | 15 | 7  | 12 | 37  | 54 | 55 | -1  |
| 8.  | D.F.C.           | 34 | 14 | 7  | 13 | 35  | 41 | 33 | 8   |
| 9.  | FC Den Bosch '67 | 34 | 13 | 9  | 12 | 35  | 44 | 39 | 5   |
| 10. | Heracles         | 34 | 11 | 11 | 12 | 33  | 38 | 43 | -5  |
| 11. | RCH              | 34 | 11 | 11 | 12 | 33  | 43 | 50 | -7  |
| 12. | Elinkwijk        | 34 | 10 | 11 | 13 | 31  | 47 | 49 | -2  |
| 13. | HVC              | 34 | 10 | 11 | 13 | 31  | 34 | 40 | -6  |
| 14. | Willem II        | 34 | 13 | 5  | 16 | 31  | 33 | 44 | -11 |
| 15. | De Volewijckers  | 34 | 9  | 12 | 13 | 30  | 41 | 47 | -6  |
| 16. | Eindhoven        | 34 | 10 | 10 | 14 | 30  | 49 | 54 | -5  |
| 17. | Wageningen       | 34 | 9  | 6  | 19 | 24  | 34 | 52 | -18 |
| 18. | RBC              | 34 | 4  | 4  | 26 | 12  | 20 | 64 | -44 |

#### Legenda
| Kleur | Kwalificatie voor                 |
| ----- | --------------------------------- |
|       | Promotie naar de Eredivisie       |
|       | Degradatie naar de Tweede divisie |

### Uitslagen
|                  | BLW   | DBO   | CAM   | DFC   | EVV   | ELI   | HFC   | HSP   | HER   | HVC   | RBC   | RCH   | SVV   | VEE   | VIT   | VWK   | WAG   | WIL   |
| ---------------- | ----- | ----- | ----- | ----- | ----- | ----- | ----- | ----- | ----- | ----- | ----- | ----- | ----- | ----- | ----- | ----- | ----- | ----- |
| Blauw-Wit        |       | 2 – 1 | 4 – 2 | 1 – 0 | 1 – 0 | 4 – 0 | 1 – 2 | 3 – 0 | 1 – 0 | 1 – 1 | 1 – 0 | 1 – 1 | 1 – 3 | 1 – 2 | 1 – 2 | 0 – 0 | 2 – 0 | 2 – 0 |
| FC Den Bosch '67 | 2 – 1 |       | 1 – 2 | 2 – 3 | 2 – 0 | 1 – 0 | 2 – 1 | 1 – 4 | 4 – 1 | 3 – 2 | 2 – 0 | 2 – 2 | 1 – 0 | 1 – 1 | 1 – 1 | 1 – 1 | 4 – 1 | 0 – 1 |
| SC Cambuur       | 2 – 1 | 2 – 1 |       | 3 – 1 | 1 – 1 | 1 – 0 | 0 – 2 | 1 – 1 | 2 – 0 | 1 – 0 | 1 – 0 | 4 – 1 | 2 – 4 | 2 – 0 | 3 – 1 | 1 – 1 | 1 – 0 | 0 – 0 |
| D.F.C.           | 2 – 0 | 1 – 1 | 1 – 0 |       | 5 – 0 | 1 – 1 | 0 – 1 | 2 – 0 | 2 – 0 | 1 – 0 | 2 – 0 | 2 – 1 | 0 – 1 | 2 – 2 | 2 – 3 | 0 – 1 | 1 – 1 | 2 – 1 |
| Eindhoven        | 2 – 3 | 0 – 1 | 3 – 1 | 0 – 2 |       | 4 – 0 | 2 – 5 | 1 – 1 | 0 – 0 | 2 – 2 | 1 – 0 | 1 – 1 | 3 – 0 | 1 – 2 | 2 – 1 | 2 – 2 | 4 – 5 | 3 – 0 |
| Elinkwijk        | 2 – 2 | 0 – 0 | 1 – 1 | 0 – 0 | 4 – 1 |       | 1 – 1 | 1 – 1 | 2 – 2 | 3 – 1 | 3 – 0 | 2 – 0 | 1 – 2 | 5 – 2 | 1 – 4 | 3 – 2 | 2 – 1 | 1 – 0 |
| Haarlem          | 3 – 0 | 0 – 0 | 2 – 1 | 2 – 1 | 1 – 1 | 1 – 0 |       | 3 – 0 | 1 – 1 | 2 – 0 | 2 – 0 | 1 – 0 | 1 – 2 | 0 – 2 | 1 – 2 | 2 – 1 | 1 – 0 | 1 – 0 |
| Helmond Sport    | 0 – 0 | 0 – 0 | 2 – 2 | 1 – 0 | 0 – 0 | 2 – 0 | 0 – 1 |       | 3 – 1 | 1 – 0 | 2 – 1 | 1 – 1 | 3 – 0 | 4 – 0 | 1 – 1 | 3 – 2 | 2 – 0 | 0 – 1 |
| Heracles         | 3 – 2 | 0 – 1 | 0 – 1 | 2 – 0 | 1 – 3 | 0 – 0 | 2 – 2 | 2 – 0 |       | 3 – 0 | 4 – 1 | 0 – 0 | 2 – 2 | 1 – 0 | 3 – 0 | 2 – 0 | 3 – 1 | 1 – 0 |
| HVC              | 3 – 1 | 1 – 0 | 0 – 0 | 0 – 0 | 1 – 1 | 1 – 0 | 0 – 1 | 1 – 1 | 1 – 1 |       | 3 – 0 | 2 – 0 | 1 – 1 | 4 – 2 | 0 – 0 | 1 – 1 | 0 – 1 | 1 – 0 |
| RBC              | 0 – 4 | 0 – 3 | 0 – 2 | 0 – 2 | 0 – 1 | 1 – 1 | 0 – 0 | 3 – 3 | 1 – 0 | 0 – 1 |       | 4 – 1 | 0 – 1 | 3 – 0 | 0 – 0 | 2 – 1 | 0 – 1 | 2 – 3 |
| RCH              | 2 – 2 | 1 – 2 | 0 – 2 | 1 – 0 | 4 – 3 | 3 – 0 | 2 – 2 | 1 – 0 | 1 – 1 | 1 – 0 | 1 – 0 |       | 4 – 3 | 3 – 0 | 1 – 0 | 0 – 2 | 2 – 0 | 2 – 1 |
| SVV              | 2 – 1 | 2 – 2 | 0 – 1 | 3 – 2 | 3 – 1 | 4 – 2 | 1 – 0 | 2 – 2 | 3 – 0 | 6 – 1 | 2 – 0 | 1 – 0 |       | 3 – 0 | 5 – 2 | 4 – 2 | 3 – 1 | 3 – 1 |
| Veendam          | 1 – 1 | 4 – 1 | 2 – 0 | 1 – 1 | 3 – 2 | 2 – 1 | 3 – 2 | 0 – 0 | 4 – 0 | 0 – 0 | 5 – 1 | 4 – 3 | 2 – 1 |       | 1 – 3 | 0 – 2 | 3 – 1 | 1 – 1 |
| Vitesse          | 1 – 0 | 1 – 0 | 3 – 1 | 1 – 2 | 1 – 1 | 2 – 1 | 1 – 1 | 2 – 1 | 4 – 0 | 2 – 1 | 4 – 1 | 2 – 2 | 1 – 0 | 1 – 2 |       | 1 – 1 | 2 – 1 | 4 – 1 |
| De Volewijckers  | 0 – 1 | 2 – 1 | 1 – 4 | 0 – 1 | 1 – 0 | 1 – 5 | 1 – 2 | 1 – 0 | 1 – 1 | 0 – 1 | 3 – 0 | 0 – 0 | 1 – 2 | 3 – 1 | 2 – 2 |       | 2 – 2 | 1 – 1 |
| WVV Wageningen   | 0 – 1 | 1 – 0 | 4 – 2 | 2 – 0 | 0 – 1 | 1 – 4 | 2 – 1 | 0 – 1 | 0 – 1 | 1 – 2 | 1 – 0 | 1 – 1 | 1 – 1 | 1 – 0 | 1 – 1 | 1 – 1 |       | 0 – 1 |
| Willem II        | 0 – 4 | 1 – 0 | 2 – 1 | 1 – 0 | 0 – 2 | 0 – 0 | 1 – 3 | 0 – 2 | 0 – 0 | 3 – 2 | 3 – 0 | 4 – 0 | 2 – 1 | 0 – 2 | 2 – 1 | 0 – 1 | 2 – 1 |       |

#### Degradatie
Na afloop van de competitie speelden Eindhoven en De Volewijckers een play-off wedstrijd om lijfsbehoud op neutraal terrein. Op 8 juni 1969 won De Volewijckers met 1–0 en handhaafde zich in de Eerste divisie; Eindhoven degradeerde.
| Plaats + Datum                                                                           | Wedstrijd                   | Uitslag       | Scoreverloop        |
| ---------------------------------------------------------------------------------------- | --------------------------- | ------------- | ------------------- |
| 8 juni 1969, Arnhem, Nieuw-Monnikenhuize 4.500 toeschouwers Scheidsrechter: Jef Dorpmans | De Volewijckers – Eindhoven | 1 – 0 (1 – 0) | 30' Ben Verweij 1–0 |

## Topscorers
| #  | Naam               | Club          | Goal |
| -- | ------------------ | ------------- | ---- |
| 1. | Aad Koudijzer      | SVV           | 32   |
| 2. | Wietze Couperus    | Haarlem       | 22   |
| 3. | Dick Bosschieter   | Veendam       | 18   |
| 4. | Koko Hoekstra      | SC Cambuur    | 16   |
| 5. | Henk Bosveld       | Vitesse       | 15   |
|    | Wout van Meeteren  | SVV           | 15   |
| 7. | René van Breevoort | Blauw-Wit     | 13   |
|    | Lambert Kreekels   | Helmond Sport | 13   |
| 9. | Ad Vermolen        | D.F.C.        | 12   |
|    | Gerrie de Goede    | RCH           | 12   |

Blauw-Wit ·
FC Den Bosch '67 ·
Cambuur ·
D.F.C. ·
Eindhoven ·
Elinkwijk ·
Haarlem ·
Helmond Sport ·
Heracles ·
HVC ·
RBC ·
RCH ·
SVV ·
Veendam ·
Vitesse ·
De Volewijckers ·
Wageningen ·
Willem II
Eerste klasse

1955/56

Eerste divisie

1956/57 · 1957/58 · 1958/59 · 1959/60 · 1960/61 · 1961/62 · 1962/63 · 1963/64 · 1964/65 · 1965/66 · 1966/67 · 1967/68 · 1968/69 · 1969/70 · 1970/71 · 1971/72 · 1972/73 · 1973/74 · 1974/75 · 1975/76 · 1976/77 · 1977/78 · 1978/79 · 1979/80 · 1980/81 · 1981/82 · 1982/83 · 1983/84 · 1984/85 · 1985/86 · 1986/87 · 1987/88 · 1988/89 · 1989/90 · 1990/91 · 1991/92 · 1992/93 · 1993/94 · 1994/95 · 1995/96 · 1996/97 · 1997/98 · 1998/99 · 1999/00 · 2000/01 · 2001/02 · 2002/03 · 2003/04 · 2004/05 · 2005/06 · 2006/07 · 2007/08 · 2008/09 · 2009/10 · 2010/11 · 2011/12 · 2012/13 · 2013/14 · 2014/15 · 2015/16 · 2016/17 · 2017/18 · 2018/19 · 2019/20 · 2020/21 · 2021/22 · 2022/23 · 2023/24 · 2024/25 · 2025/26

Eredivisie · Eerste divisie · Johan Cruijff Schaal · KNVB Beker · Play-offs